# Gare de Quart
La gare de Quart (en italien, Stazione di Quart), anciennement gare de Quart-Villefranche, est une gare d'évitement et une ancienne gare ferroviaire italienne de la ligne de Chivasso à Aoste, située à Villefranche, chef-lieu de la commune de Quart, en Vallée d'Aoste.
La station de « Quart-Villefranche » est mise en service en 1886, elle est déclassée en halte voyageurs en 1986 et fermée au service ferroviaire en 2009. 
L'ancien bâtiment voyageurs, toujours utilisé pour le service de l'infrastructure ferroviaire, est devenu le siège de l'Association du Musée ferroviaire valdôtain (AMFV).

## Situation ferroviaire
Établie à environ 551 mètres d'altitude, la gare de Quart est située au point kilométrique (PK) 90,748 de la ligne de Chivasso à Aoste (voie unique non électrifiée), entre les gares de Saint-Marcel (fermée) et d'Aoste.
Gare d'évitement, elle dispose d'une deuxième voie pour le croisement des trains.

## Histoire
Construite par l'État, la « station de Quart-Villefranche » est mise en service le 5 juillet 1886 par la Società per le Ferrovie dell'Alta Italia.
En 1986 la gare de Quart est déclassée et devient une simple halte.
En 2009, la halte de Quart est fermée au service ferroviaire des voyageurs. Néanmoins une partie du rez-de-chaussée a conservé une activité pour le service ferroviaire.

## Service des voyageurs
La gare de Quart est fermée à ce service depuis 2009.

## Patrimoine ferroviaire
L'ancien bâtiment principal de la gare est présent sur le site, c'est un édifice type de la ligne, avec trois ouvertures sur chaque côté et un étage. L'Association du Musée ferroviaire valdôtain (AMFV) y a son siège. L'association, qui dispose de l'ancien bureau du chef de gare et d'une partie de la salle d'attente, y présente des expositions sur le chemin de fer.